# HVB-Tower
Der HVB-Tower (ehemals Hypo-Haus oder Hypo-Hochhaus) ist ein denkmalgeschütztes Hochhaus in München. Es ist der Unternehmenssitz der UniCredit Bank mit Handelsbereich und Rechenzentrum. Bis zur Fertigstellung des Business Tower Nürnberg im Jahr 2000 war es das höchste Bürogebäude Bayerns.

## Architektur und Historie
Bereits 1960 gab es erste Überlegungen, die auf zwölf Standorte verteilte Zentrale der damaligen Hypo-Bank an einem Ort zu konzentrieren. 1969 begannen dann konkrete Planungen zum Bau des Hypo-Hauses am Arabellapark, zusammen mit Betz Architekten. Die Bauvorbereitungen begannen im September 1974 mit dem Erdaushub. Für die Flachbauten und die Säulen des Turms begannen die Baumaßnahmen im April 1975. Im November 1978 wurden die neuen Räume in den Flachbauten bezogen.
Das Hochhaus wurde 1981 fertiggestellt und am 16. November 1981 offiziell eröffnet. Heute ist es der Unternehmenssitz der UniCredit Bank GmbH am Arabellapark. Zum Ensemble gehören auch noch zwei Flachbauten (Nord und Süd) sowie das später gebaute Hypo-Haus Ost.
Das Gebäude steht an der Richard-Strauss-Straße, Ecke Denninger Straße, direkt am Mittleren Ring im Arabellapark (Stadtteil Bogenhausen, an der U-Bahn-Station Richard-Strauss-Straße der Linie U4). Es ist 113,7 Meter hoch und wurde vom Architektenpaar Walther und Bea Betz geplant. Die statischen Berechnungen waren aufgrund der ausgefallenen Architektur sehr aufwendig und umfassten 100.000 Seiten. Bauherr war die Hypo-Bank Verwaltungszentrum GmbH & Co. KG, Generalunternehmer die Held & Francke Bauaktiengesellschaft. Der HVB-Tower war das erste Gebäude in München mit einer Höhe von über 110 Metern.
Der Gebäudekomplex besteht aus einem Turm mit 27 oberirdischen und vier unterirdischen Geschossen sowie zwei mit dem Turm verbundenen Flachbauten. Die Nettogeschossfläche (NGF) beträgt ca. 100.000 m², die Bruttogeschossfläche (BGF) 140.000 m².
Als architektonische Besonderheit gelten sechs Hängegeschosse im Gebäude (fünftes bis zehntes Obergeschoss), die vom zentralen Tragrahmen abgehängt sind.
Seit 2006 steht der HVB-Tower unter Denkmalschutz (D-1-62-000-8063).
Bis zur Fertigstellung des Uptown München im Jahr 2004 war der 27-geschossige HVB-Tower Münchens höchstes Bürogebäude.

## Nutzung
Der HVB-Tower ist Unternehmenssitz der Unicredit Bank mit Büroräumen, Konferenzzone, Handelsbereich, Rechenzentrum und Betriebsrestaurant (Kapazität: 2800 Arbeitsplätze).
Im Rahmen der Sanierung wurde im HVB-Tower ein modernes Büroraumkonzept eingeführt, das flexible Arbeiten Smart Working.

## Energetische Sanierung

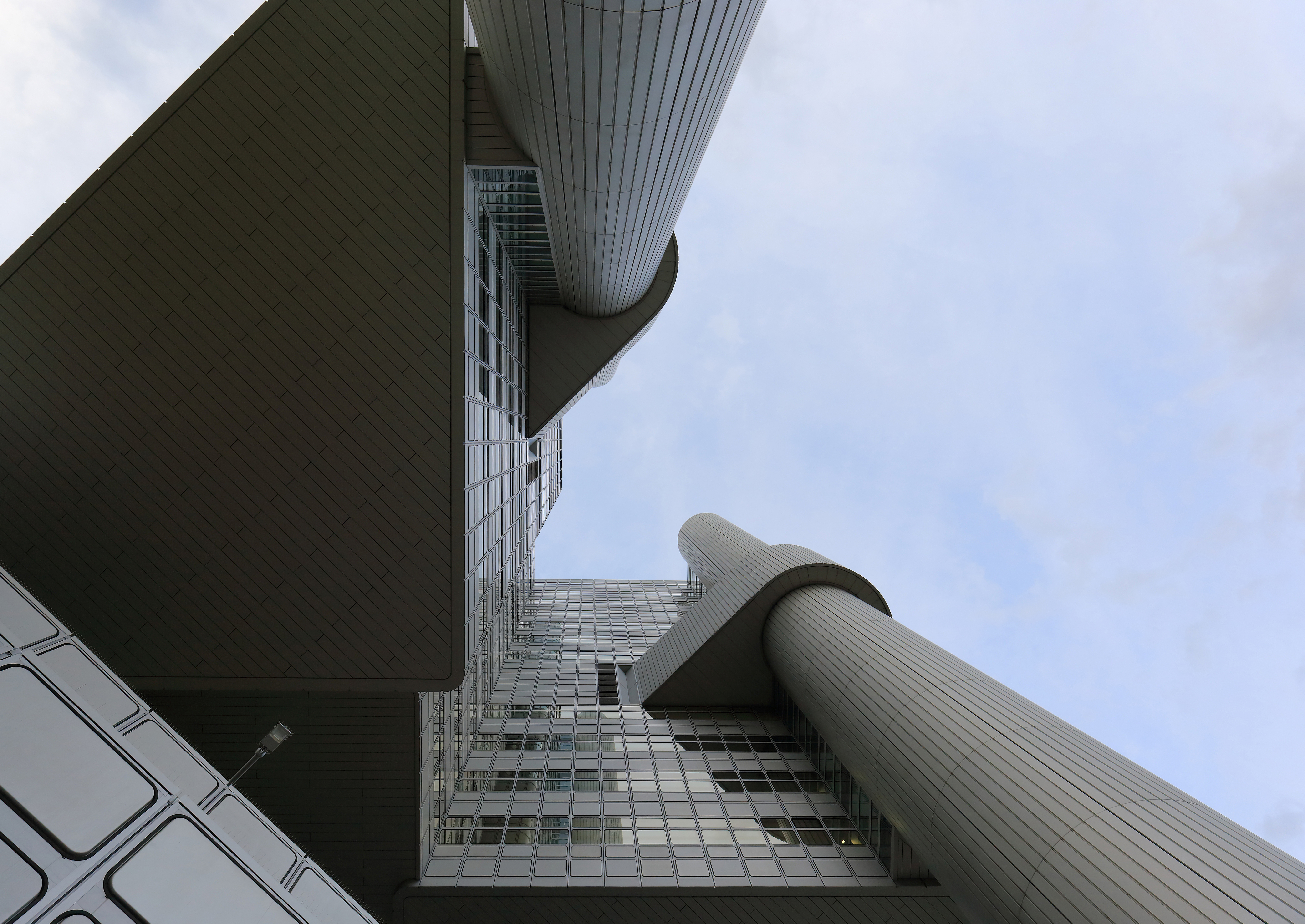
Der HVB-Tower von unten

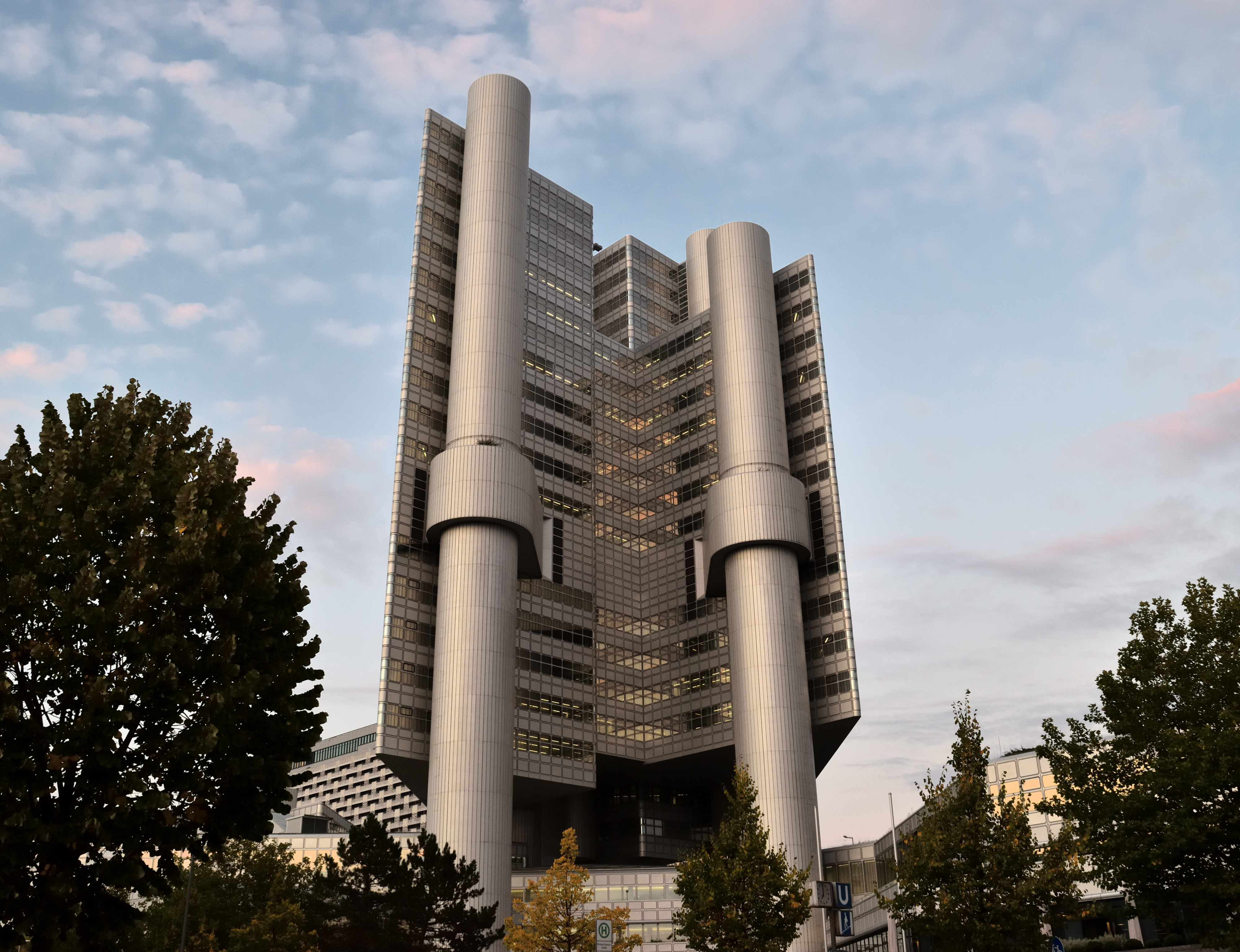
Der HVB-Tower im Abendlicht

Im März 2011 gab die Unicredit Bank GmbH bekannt, dass der HVB-Tower bis 2015 nachhaltig saniert und so zu einem green building umgebaut werden solle. Die Bauarbeiten begannen 2013. Der HVB-Tower wurde nach dem internationalen LEED-Standard zertifiziert. Die Modernisierung führte das Architekturbüro Henn durch.
Wichtiger Bestandteil der energetischen Sanierung war die Erneuerung der gesamten Fassade unter besonderer Berücksichtigung des Denkmalschutzes. Zudem wurde die Gebäudetechnik erneuert, der Gebäudebrandschutz an heutige Normen angepasst sowie eine Geothermie- und Regenwassernutzung implementiert.
Die Sanierung des nördlichen Flachbaus war für die Jahre 2018–2022 (ursprünglich 2016–2019) geplant. Die Kosten betrugen – zusammen mit der hinzugefügten Betriebs-Kindertagesstätte – rund 250 Millionen Euro.

### Erneuerung Fassade
Die bestehende Zwei-Scheiben-Isolierglas-Fassade wird durch eine Kastenfenster-Fassade mit insgesamt vier Glasschichten ersetzt, die dem heutigen Stand der Technik entspricht. Festverglaste Außenscheiben (eine Glasschicht) mit definierten Lüftungsöffnungen ermöglichen den Luftaustausch mit der Außenluft durch Öffnen der innenliegenden Fensterflügel mit 3-fach Sonnenschutz-Isolierverglasung. Die Beschichtung der Gläser ermöglicht eine optimale Tageslichtausnutzung bei gleichzeitiger Minimierung des solaren Wärmeeintrages. Damit können Kühllasten im Sommer wie auch der Heizenergiebedarf im Winter reduziert werden. Ein computergesteuerter Sonnenschutz im Kastenfenster reagiert sowohl auf den sich ändernden Sonnenstand, als auch auf die individuellen Bedürfnisse der Nutzer; er ist in die Steuerung der haustechnischen Anlagen integriert. Entstehende Abwärme durch Sonnenbestrahlung wird im Kastenfenster über die Lüftungsöffnungen nach außen abgeführt und entlastet die Gebäudekühlung.

### Erneuerung Gebäudetechnik

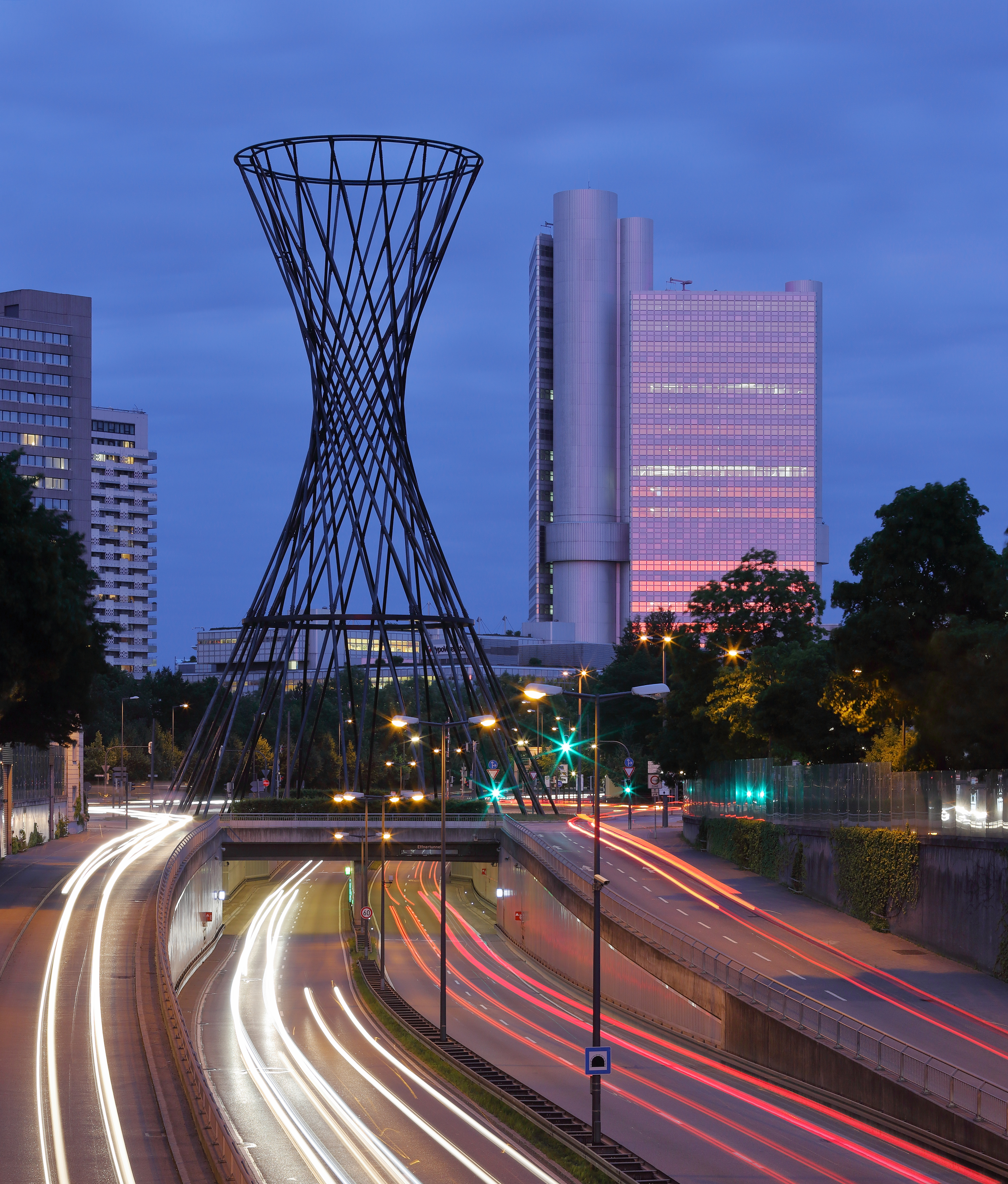
Mit Mae West bei Abenddämmerung

Die veralteten und energieintensiven haustechnischen Anlagen wurden ausgetauscht. Neue Heiz- und Kühlsysteme erhöhen die Effizienz im Betrieb und steigern die Behaglichkeit für die Gebäudenutzer. Die neue Haustechnik ist eng mit der neuen Fassade als Klimahaut abgestimmt.

### Modernisierung Brandschutzkonzept
Das neue Brandschutzkonzept besteht aus der Optimierung der Entfluchtung sowie der Brandbekämpfung. Unter anderem wurde im Tower eine Treppenhaus-Druckbelüftung und eine hocheffiziente Entrauchung der Nutzflächen realisiert.

### Regenwassernutzung
Durch Einbau einer Regenwasserzisterne wird der Wasserverbrauch gesenkt. Die Bewässerung der Außenanlagen kann aus diesem Reservoir gespeist werden.

### Geothermie
Der Einbau einer Brunnenkühlung ermöglicht die Nutzung von Grundwasser als Energieträger und bewerkstelligt über das Wärmetausch-Prinzip eine Reduzierung des Energieverbrauches für Kühlen im Sommer und Heizen im Winter.

## Betriebs-Kindertagesstätte
Im Januar 2024 wurde nach dreijähriger Bauzeit die Betriebs-Kindertagesstätte im Norden des Grundstücks eröffnet. Sie hat die Form eines auf dem Kopf stehenden Kegelstumpfs und wirkt daher wir ein UFO. Architekt war Oliver Betz, der Sohn der Architekten des HVB-Towers. Das Gebäude bietet im Obergeschoss Platz für 36 Kleinkinder in drei Gruppenräumen, die sich um ein von außen nicht sichtbares Atrium gruppieren.

## Trivia
Teile des Films Kunyonga – Mord in Afrika wurden Mitte der 1980er im HVB-Tower gedreht.
Auf dem Innencover des Albums Time der britischen Band Electric Light Orchestra von 1981 – dem Jahr der Fertigstellung – diente das Gebäude als Hintergrundbild.
Die Schluss-Szene des sowjetischen Films „Konjets vetschnosti“ (Конец Вечности) (Das Ende der Ewigkeit, nach dem Roman von Isaac Asimov) wurde 1987 am HVB-Tower gedreht.